# Tony Oller
Anthony Michael Oller, conhecido como Tony Oller (Houston, Texas, 25 de fevereiro de 1991) é um ator e músico estadunidense.
É conhecido por fazer Danny Neilson, na minissérie do canal Disney Channel chamada "As The Bell Rings" ao lado da cantora Demi Lovato.

## Filmografia
| Ano         | Trabalho                | Personagem             | Nota                                                            |
| ----------- | ----------------------- | ---------------------- | --------------------------------------------------------------- |
| 2006        | I Flunked Sunday School | Lloyd (aos 13)         | Filme Arquivado em 28 de fevereiro de 2009, no Wayback Machine. |
| 2007 - 2009 | As the Bell Rings       | Daniel "Danny" Neilson | Série                                                           |
| 2009        | Gigantic                | Walt Moore             | Série                                                           |
| 2011        | Beneath the Darkness    | Travis                 | Filme                                                           |
| 2013        | The Purge               | Henry                  | Filme                                                           |
| 2014        | The Thundermans         | Ele Mesmo              | Episódio: Shred It Go                                           |

## Discografia
| Ano  | Título           | Álbum             | Notas                |
| ---- | ---------------- | ----------------- | -------------------- |
| 2009 | All I Need       | Non-album singles | Zoovolution.com      |
| 2009 | Live Without You | Non-album singles | with Naomi Jo Biggin |
| 2013 | MKTO banda atual |                   |                      |

## Videografia
| Ano  | Video                | Notas                           |
| ---- | -------------------- | ------------------------------- |
| 2008 | Could You Be The One | Música de Quando Toca o Sino    |
| 2008 | Here I Go            | Música de Quando Toca o Sino    |
| 2008 | All You Gotta Do     | Música de Quando Toca o Sino    |
| 2008 | All I Need           | Zoovolution.com                 |
| 2009 | If You Only Knew     | Par Romântico de Savannah Outen |
| 2009 | Live Without You     | with Naomi Jo Biggin            |
| 2013 | Thank You Classic    | MKTO Banda Atual                |

|2013
|Classic
|MKTO Banda Atual